# Pseudoeurycea quetzalanensis
Pseudoeurycea quetzalanensis är en groddjursart som beskrevs av Parra-Olea, Canseco-Márquez och Mario García-París 2004. Pseudoeurycea quetzalanensis ingår i släktet Pseudoeurycea och familjen lunglösa salamandrar. IUCN kategoriserar arten globalt som otillräckligt studerad. Inga underarter finns listade i Catalogue of Life.